# Díptico de Viena
El Díptico de Viena o la Caída y la redención del Hombre es un díptico religioso del pintor flamenco Hugo van der Goes, que describe el La caída del hombre en el tablero izquierdo y la Lamentación sobre Cristo muerto en el tablero derecho. Pintado en la segunda mitad del siglo XV, el díptico está albergado en el austriaco Museo de Historia del Arte de Viena.

## Descripción

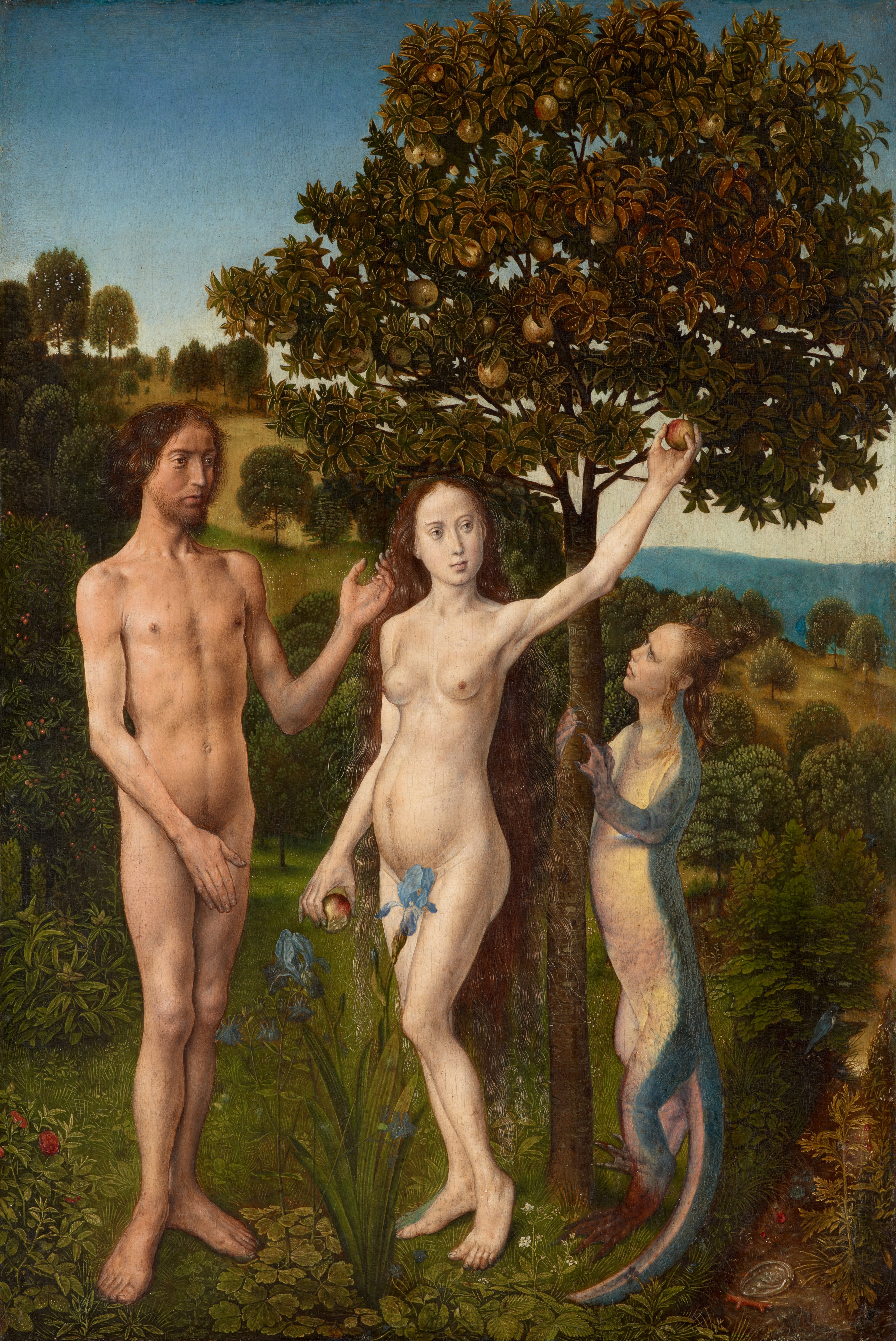
La caída del hombre
(Panel izquierdo)

La Serpiente tentadora está descrita como una criatura parecida a una salamandra bípeda,porque se supone que la serpiente podría andar antes de que la maldición de Dios la obligara a arrastrarse y a comer polvo. La serpiente de cabeza humana fue introducida en el arte en el siglo XIII tardío. Artistas del Renacimiento subsiguiente, generalmente abandonaron esta representación.
El lado posterior del tablero izquierdo tiene una imagen de santa Genoveva pintada encima. El lado posterior del panel derecho muestra rastros de un blasón, consistente en un escudo con un águila negra y dos apoyos, de los cuales, sólo sobrevivieron los pies. El blasón fue pintado en el siglo XVII, e indica una posible propiedad Casa de Habsburgo del díptico.